# Aydın Engin

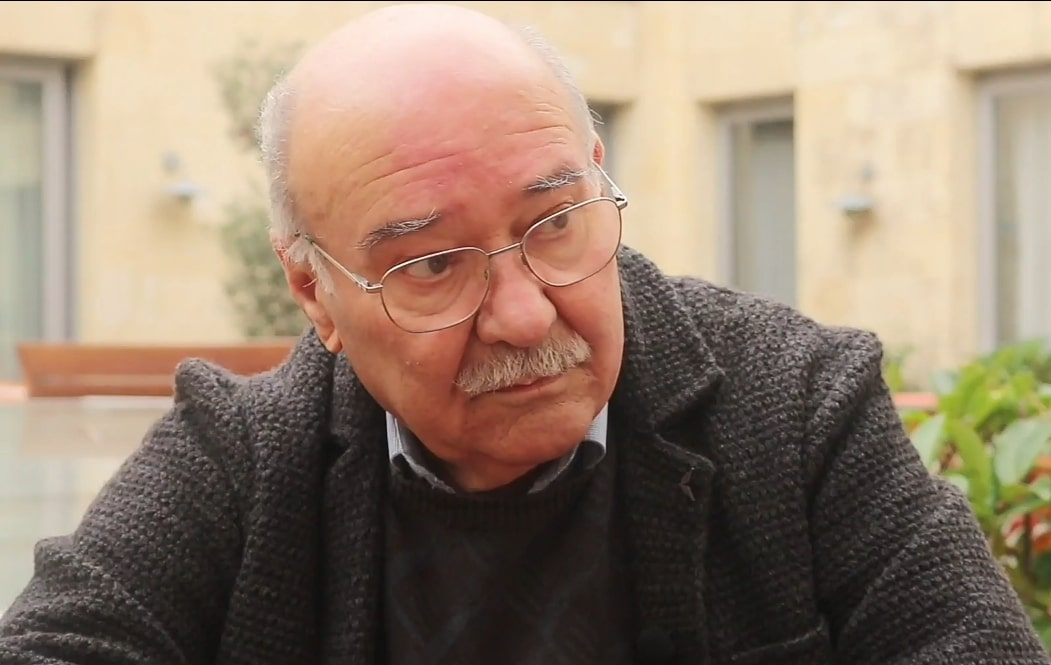
Aydın Engin, 2018

Aydın Engin (* 12. Februar 1941 in Ödemiş/İzmir; † 24. März 2022) war ein türkischer Theaterautor, -regisseur, Journalist und  Kolumnist. Er war bis zu seinem Tod mit der türkischen Autorin Oya Baydar verheiratet und hatte einen Sohn.

## Leben
Engin und seine Frau Oya Baydar saßen in den 1980er Jahren in der Türkei im Gefängnis, weil sie sich gegen die Militärregierung engagierten. Durch seine zwölfjährige Exilzeit in Frankfurt am Main geprägt, stammen aus Engins Feder viele zweisprachige musikalische Komödien. Darin spielt die fiktive, seit 27 Jahren in Deutschland lebende Familie Memet Taş eine wichtige Rolle. Deutsch-türkische Themen wie Integration, doppelte Staatsbürgerschaft oder EU-Beitritt der Türkei befinden sich noch heute fest auf dem Spielplan des Theaters Ulüm, für das er auch zahlreiche Inszenierungen selbst besorgte. Ebenso bekannt und oft gespielt ist das humorvoll-ironische Theaterstück Oh Gott, wir integrieren uns!, das am 2. Dezember 1995 im Berliner Tiyatrom uraufgeführt wurde und von der Konzeption her an das klassisch-türkische Orta Oyunu angelehnt ist.
Ab August 1992 lebte Engin in Istanbul. Von 1992 bis 2004 arbeitete er als Kolumnist für die Tageszeitung Cumhuriyet; 2005 war er Mitbegründer der Tageszeitung BirGün. Nach 2006 arbeitete Engin als freier Journalist. Ab Februar 2009 schrieb er eine tägliche Kolumne in einer neu erschienenen türkischen Internetzeitung (tempo24.com.tr).

## Als Putschist angeklagt
In seiner Kolumne in Cumhuriyet hatte Engin 2016 das Motto Kemal Atatürks zitiert: Frieden in der Heimat, Frieden in der Welt, eine bis heute gültige Losung. Gleichzeitig kritisierte er, dass es im Land gar nicht friedlich zugeht. Denn im Südosten des Landes würden bürgerkriegsähnliche Zustände herrschen. „Wo ist der innere Frieden in der Türkei?“, fragte Engin in seinem Artikel.
Sein Text erschien einige Tage vor dem vereitelten Putschversuch am 15. Juli 2016. Ein sogenannter „Friedensrat“, der in dieser Nacht seine Machtübernahme erklärte, bediente sich dabei der zweiten Hälfte dieses Spruchs. Für einen Staatsanwalt ist das 2017 ein Zeichen, dass Engin von dem Putsch gewusst haben muss. Insgesamt 17 Journalisten wird in der Anklageschrift unter anderem Unterstützung oder Mitgliedschaft in der verbotenen kurdischen Arbeiterpartei PKK, der linksextremistischen DHKP-C oder der Fethullah-Gülen-Bewegung vorgeworfen. „Absurd“ und „langweilig“ nennt der Journalist diese Vorwürfe gegen ihn.

„‚Die Türkei ist heute kein Rechtsstaat. Justizorgane sind fast alle unter der Kontrolle der Regierung‘ (Engin) ... Noch nie zuvor habe er solch ‚schlimme Tage‘ in der Türkei erlebt. Die Einhaltung der Meinungs- und Pressefreiheit und der Menschenrechte tendiere gegen null.“

Der zum Zeitpunkt der Anklageerhebung 76-jährige Aydin Engin wurde aufgrund seines fortgeschrittenen Alters nicht wie seine Kollegen inhaftiert. Der Prozess gegen ihn und weitere Kollegen der Zeitung Cumhuriyet wegen Terrorunterstützung läuft derzeit (Stand März 2018).

## Stücke
- Oh Gott, wir integrieren uns!
- Grüss Gott, Memet
- Memet Dasch Vatandas (Bürger Memet Dasch)
- Memet Dasch Deutsch-Danisch
- Familie Dasch im Urlaub
- Vorsicht, die Türken kommen!

## Werke
- Ben Frankfurt'ta Şöförken (1991), ISBN 975-470-117-2
- Tırmığa tırmık (1999), ISBN 975-08-0080-X

## Notizen
1. ↑  T24: Aydın Engin'i kaybettik! Abgerufen am 24. März 2022 (türkisch).
2. ↑  Cumhuriyet: Gazeteci Aydın Engin hayatını kaybetti. Abgerufen am 24. März 2022 (türkisch).
3. 1 2  "Tag des inhaftierten Schriftstellers". Der Fall Aydin Engin: 76 Jahre alt, "Terrorunterstützer". In: SWR2. 14. November 2017, archiviert vom Original am 16. April 2018.
4. ↑  Nur ein falsches Wort. Aydın Engin gehört zu den 17 „Cumhuriyet“-Mitarbeitern, denen in der Türkei der Prozess gemacht wird. Die Vorwürfe gegen ihn und seine Kollegen sind absurd. Von Çiğdem Akyol, Die Zeit, 23. Juli 2017
5. ↑  Türkei: Der Rechtsstaat zerfällt. In: daserste.de. 26. März 2018.

| Personendaten    | Personendaten                                                 |
| ---------------- | ------------------------------------------------------------- |
| NAME             | Engin, Aydın                                                  |
| KURZBESCHREIBUNG | türkischer Theaterautor, -regisseur, Journalist und Kolumnist |
| GEBURTSDATUM     | 12. Februar 1941                                              |
| GEBURTSORT       | Ödemiş, İzmir                                                 |
| STERBEDATUM      | 24. März 2022                                                 |